# 족편
족편은 한국의 명절인 설날에 먹는 전통음식으로 식감은 젤리와 비슷하다. 족편은 부스러기 고기나 내장, 또는 쇠족, 머릿고기, 쇠가죽처럼 콜라겐이 풍부한 질긴 고기를 장시간 동안 끓여 만든다. 사태살이나 쇠힘줄은 족편의 맛을 좀 더 풍부하게 만들기 위해 첨가되기도 한다.
끓이는 동안 콜라겐은 젤라틴으로 변하여 죽 같은 상태로 녹아내린다. 죽 같은 상태가 되면 뼈나 가죽처럼 먹을 수 없는 부분을 걸러낸 후, 사각틀에 부어 차가운 곳에서 굳힌다. 족편은 얇게 썰어서 먹으며 초간장이나 새우젓과 함께 먹는다.
족편은 대부분 쇠족을 주재료로 하여 만들기 때문에 발 족(足) 자를 사용하여 족편이라고 부른다. 이 음식은 종종 묵 종류로 분류되기도 하는데, 곡물의 전분을 주재료로 만든 묵과 성질과 겉모습이 비슷하기 때문이다.

## 종류
- 족장과 : 족편과 동일한 방법으로 만들지만, 간장과 삶은달걀을 첨가한다.
- 용봉족편 : 사태살과 꿩고기를 이용하여 족편과 동일한 조리법으로 만듦.
- 족채 : 족편과 사태살, 그리고 다양한 채소를 채를 쳐서 겨자장을 넣고 만듦.

## 같이 보기
- 묵
- 족발
- 편육